# Distrikt Manzanares
Der Distrikt Manzanares liegt in der Provinz Concepción in der Region Junín in Zentral-Peru. Der Distrikt wurde am 16. Januar 1953 gegründet. Er hat eine Fläche von 17,2 km². Beim Zensus 2017 wurden 1528 Einwohner gezählt. Im Jahr 1993 lag die Einwohnerzahl bei 1736, im Jahr 2007 bei 1540. Sitz der Distriktverwaltung ist die 3372 m hoch gelegene Ortschaft San Miguel mit 1428 Einwohnern (Stand 2017). San Miguel liegt 11,5 km südsüdwestlich der Provinzhauptstadt Concepción.

## Geographische Lage
Der Distrikt Manzanares liegt im Andenhochland zentral in der Provinz Concepción. Der Distrikt liegt westlich des Río Mantaro.
Der Distrikt Manzanares grenzt im Westen an den Distrikt Chambara, im Norden an den Distrikt Aco, im Osten an den Distrikt Orcotuna sowie im Süden an den Distrikt Huachac.